# Commission permanente de contrôle des sociétés de perception et de répartition des droits
La Commission permanente de contrôle des sociétés de perception et de répartition (CPC SPRD) est une commission de contrôle instituée par l'État français, hébergée à la Cour des comptes et chargée de contrôler les comptes et la gestion des SPRD, de leurs filiales et des sociétés qui leur sont affiliées.

## Organisation
Instaurée par la loi du 1er août 2000, qui a introduit un article L.321-13 au CPI, elle est composée de cinq membres nommés par décret pour cinq ans :
- un conseiller-maître à la Cour des comptes assurant le rôle de président ;

- un conseiller d'État ;

- un conseiller à la Cour de cassation ;

- un membre de l'Inspection générale des finances

- un membre de l'Inspection générale de l'administration des Affaires culturelles.

la loi du 1er août 2000 l'a chargée de deux lourds handicaps :
- sa dénomination, longue et dont l'acronyme est imprononçable ;
Cette loi fait obligation faite à la Cour des comptes d'héberger la Commission et de lui donner des moyens de fonctionnement administratifs, mais la commission est indépendante de la Cour des comptes.

## Mandat
La commission est chargée de rendre un rapport annuel sur ses contrôles. Ce rapport est adressé au Parlement, au Gouvernement et aux SPRD.
Ce rapport est présenté à la Commission permanente par son rapporteur général : M. Christian Phéline, Conseiller maître à la Cour des comptes.